# Euralius
EURALIUS (European Assistance Mission to the Albanian Justice System) ist ein Projekt der technischen Unterstützung der Europäischen Union, das die Organe der Justiz in Albanien unterstützt und anstrebt, deren Leistungsfähigkeit an die EU-Standards anzunähern. Das Hauptziel von EURALIUS ist die Verstärkung der Unabhängigkeit, Effizienz, Verantwortlichkeit und des öffentlichen Vertrauens in das albanische Justizsystem nach EU-Standards und Best Practice.

## EURALIUS I
Das Projekt EURALIUS wurde im Jahr 2005 gestartet, da das albanische Justizsystem in Folge des Umbruchs eine grundlegende Reformierung brauchte. Es dauerte vom 13. Juni 2005 bis zum 15. November 2007.
Das Hauptziel des Projekts EURALIUS war, durch die Erweiterung der entsprechenden Kapazitäten im Justizministerium und an den Gerichten ein unabhängiges, leistungsfähiges, professionelles und transparentes Gerichtswesen zu entwickeln, um dadurch zu helfen, das Vertrauen der Bürger in diese Einrichtungen wiederherzustellen.
Staatlichen Nutznießer waren unter anderem das Justizministerium, der Hohe Justizrat, die Generalstaatsanwaltschaft, die Generalabteilung des Strafvollzuges, die Justizanstalten in den Kreisen sowie Gerichten aller Instanzen.
Das Projekt bestand aus zehn Zielen, und internationale Sachverständige haben Gutachten auf den folgenden Gebieten geleistet:
- Organisation des Justizsystems und Förderung von Dialog und Zusammenarbeit im Justizsystem
- Gesetzesausarbeitung und gesetzliche Annäherung
- Gerichtliche Budgetplanung und -management
- Leitung von Gerichten und Verwaltung der Fälle
- Fragen des Strafvollzugs
- Koordination der EU-Justizprojekte in Albanien

Die Umsetzung des Projektes EURALIUS I oblag dem österreichischen Bundesministerium für Justiz und das Management des Projektes wurde durch das Center of Legal Competence (CLC) wahrgenommen.
Zu den durch EURALIUS I erzielten Erfolgen zählen unter anderem eine Anleitung für die Gesetzesausarbeitung für die zuständige Abteilung im Justizministerium, die Einführung eines elektronischen Systems für Zivilfälle (CCMIS), zahlreiche Empfehlungen für Gesetze, Gesetzesentwürfe und Rechtsverordnungen, eine Machbarkeitsstudie über Möglichkeiten für alternative Strafen sowie die Einführung einer Bewährungshilfeorganisation durch die albanische Regierung.

## EURALIUS II
EURALIUS II folgte unmittelbar im Anschluss an EURALIUS I und dauerte vom 15. November 2007 bis zum 30. Juni 2010. Das Fortsetzungsprojekt hatte das gleiche Hauptziel. Das Projekt war wieder unter Leitung des österreichischen Bundesministeriums für Justiz und das Management wurde erneut durch das Center of Legal Competence (CLC) ausgeführt.
Die internationalen Sachverständigen arbeiteten hauptsächlich an den Unterprojekten:
- Verfassungsrechtliche Vorschriften, Leistungsverbesserung, Abgrenzung der Zuständigkeiten und Zusammenarbeit zwischen den Institutionen, organische Gesetze
- Planung und Management von Arbeitskräften am Justizministerium / finanzielles Management
- Qualität der Gesetzesausarbeitung, Annäherung der Gesetzgebung an EU-Standards, Beratung bei der Gesetzgebung und Kostenanalyse von Gesetzesentwürfen
- Gefängnisorganisation, Untersuchungshaft und Alternativen zum Freiheitsentzug
- Vollstreckung
- Verwaltung der Fälle und Leitung der Gerichte
- Strafjustiz
- Verwaltung von Grundstücken und Immobiliengesetze

Zu den während EURALIUS II erzielten Ergebnissen gehören eine Neuauflage der Anleitung für die Gesetzesausarbeitung, ein Handbuch für Ausbildner von Ausbildnern für Buchhalter in Justizeinrichtungen, zahlreiche Ausbildungen und Studienreisen in EU-Mitgliedsstaaten sowie Konferenzen für Richter, Staatsanwälte und Beamte des Justizministeriums.

## EURALIUS III
EURALIUS III dauerte vom 15. September 2010 bis zum 15. Juni 2013. Dieses Projekt wurde von der Fundacion Internacional y para Iberoamerica de Administracion y Politicas Publicas (FIIAPP) umgesetzt. Das generelle Ziel des Projektes war die Entwicklung eines unabhängigeren, leistungsfähigeren, professionelleren, transparenteren und moderneren Justizsystems, um die Stärkung des Vertrauens der Bürger in diese Einrichtungen zu stärken und die Rechtsstaatlichkeit zu fördern. Begünstigt wurden wiederum die gleichen staatlichen Einrichtungen wie bei den Vorgängerprojekten.
Das Projekt setzte sich aus fünf Teilprojekten zusammen:
- Reform des Justizsystems
- Unterstützung der Richterschaft
- Strafrecht
- Durchsetzung der Rechtsprechung
- Verwaltung der Gerichtsfälle

Zu den Ergebnissen zählen die Verbesserung der entsprechenden Gesetzgebung, Trainingskurse für Beamte des Justizministeriums und untergeordnete Einrichtungen sowie zahlreiche Empfehlungen.

## EURALIUS IV
EURALIUS IV startete im September 2014 und wird bis Dezember 2017 dauern und steht unter dem Motto der Konsolidierung des albanischen Justizsystems. Auf albanischer Seite sind die folgenden wichtigsten Institutionen der albanischen Justiz involviert: Justizministerium, Hoher Justizrat, Generalstaatsanwaltschaft, Gerichtliches Buchhaltungsbüro, Oberstes Gericht, Richterschule, Gerichte, Parlamentarischer Rechtsausschuss, Nationale Rechtsanwaltskammer und Nationale Kammer der Notare.
Das Projekt EURALIUS IV setzt sich aus fünf Unterprojekten zusammen:
- Justizreform und die Organisation der Ministerien[6][7]
Hauptziel dieses Unterprojekts ist die Unterstützung der albanischen Behörden bei der Gestaltung und Umsetzung von Strategien des Justizsystems, um die Unabhängigkeit, Transparenz und Effizienz zu gewährleisten. Weiter sollen die Dienstabläufe im Justizministerium und untergeordneten Dienststellen verbessert werden.[8]  Ein einfacherer Zugang zu den Gerichten sowie die Transparenz der Gerichtsverfahren sind weitere Ziele.
- Hoher Justizrat und Oberstes Gericht[9]
Dieses Unterprojekt bezweckt die Unterstützung des Hohen Justizrats, damit sichergestellt ist, dass sich dessen Entscheide zu Richtern auf berufliche, sachgerechte und transparente Fakten stützen. Die Unterstützung des Obersten Gerichts bezweckt die Stärkung seiner Unabhängigkeit, Effizienz und Wirksamkeit, damit es seiner verfassungsmäßiger Aufgabe nachkommen kann, allen Gerichten Albaniens durch Vereinheitlichung der Rechtsprechung Orientierung zu geben. Weiter soll die Beaufsichtigung von Richtern verbessert werden.
- Strafjustiz und Staatsanwaltschaft
Es sind Maßnahmen geplant, die die Angleichung der Strafgesetzgebung, insbesondere auch bei internationaler Zusammenarbeit, verbessern und Reformen in den Strafgesetzen unterstützen. Dadurch soll die Effizienz, Unabhängigkeit und Verantwortlichkeit der Staatsanwaltschaften verbessert werden, indem europäische Standards eingehalten und Staatsanwälte besser beaufsichtigt werden.
- Effiziente Gerichtsverwaltung
Im Fokus dieses Unterprojekts sind die Verbesserung der Transparenz bei den Gerichten und eine gesteigerte Effizienz des Verwaltungspersonals im Justizwesen. Geplant sind Weiterbildungen des Personals in der gerichtlichen Verwaltung. Zudem wird an der Verbesserung der Verwaltung der Rechtsfälle, der Verfahrensdurchführungsverordnungen und einer einheitlichen Technologie im ganzen Land gearbeitet. Weitere Ziele sind Verkürzung der Verfahrensdauer, der Rückgang der pendenten Fälle an den Gerichten sowie verbesserte Dienstleistungen für Rechtssuchende.
- Rechtsberufe und Richterschule
Das Unterprojekt arbeitet an der Stärkung der Nationalen Rechtsanwaltskammer, der Nationalen Kammer der Notare und des Staatsausschusses für Prozess- und Kostenhilfe insbesondere durch Amtshilfe bei Disziplinarverfahren, einem Ethikkodex und Ausbildungsprogrammen für die Rechtsanwälte und Notare sowie durch die Unterstützung von Zivilgesellschaftsorganisationen, die Rechtshilfe anbieten. Die Richterakademie wird bei der Ausarbeitung von Weiterbildungsprogrammen für die Richter und Staatsanwälte unterstützt.

Die Tätigkeiten der Experten umfassen strategische Beratung zur Stärkung der Institutionen, Unterstützung bei der Gesetzesausarbeitung, Schulungen, Coaching, Seminaren und Studienbesuchen in EU-Mitgliedstaaten.
Ende Juli 2016 verabschiedete das albanische Parlament eine umfassende Justizreform, bei der EURALIUS eine der treibenden Kräfte war. Es wurden zahlreiche Gesetze und Verfassungsartikel angepasst, damit die Justiz unabhängiger von politischen Einflüssen arbeiten und Korruption im Justizwesen besser bekämpft werden kann.